# Gottfried Kirchhoff
Gottfried Kirchhoff (* 15. September 1685 in Mühlbeck; † 21. Januar 1746 in Halle) war ein deutscher Organist und Komponist des Barock.

## Leben
Gottfried Kirchhoff war ein Sohn des Bauern Martin Kirchhoff. Durch den Ortspfarrer gefördert war es Kirchhoff möglich, nach dem Besuch der Dorfschule das Gymnasium in Halle (Saale) zu absolvieren. Dort erhielt er zusammen mit G.F. Händel Musikunterricht durch Musikdirektor Friedrich Wilhelm Zachow; das erfolgte wohl bis 1709. In der Folge wurde Kirchhoff Kapellmeister am Hofe des Herzogs Philipp Ernst von Schleswig-Holstein-Sonderburg-Glücksburg. Nach zwei Jahren erhielt er die Organistenstelle an der Kirche St. Benedikt in Quedlinburg.
1711 ging Kirchhoff die Ehe mit Anna Bretnitz ein; von ihren Kindern überlebten nur wenige. Davon war eines Gustav Friedrich Kirchhoff († 1799), der nach einem begonnenen Medizinstudium ein in ganz Europa bekannter Harfen-Virtuose und Komponist von Harfenmusik wurde.
Nach dem Tod von F. W. Zachow 1712 bewarb sich Kirchhoff, genauso wie Johann Sebastian Bach, um dessen Stelle als Musikdirektor und Organist der Marktkirche in Halle (Saale). Nach der Aufführung einer Probekantate gegen Ende des Jahres 1713 wurde Bach vom Kirchenkollegium zum Organisten gewählt. Wenngleich er am 14. Dezember 1713 seine Bestallung erhielt, zögerte aber mit der Vertragsunterzeichnung und schickte erst am 19. März 1714 eine endgültige Absage mit der Begründung, dass die Besoldung nicht seinen Erwartungen entspräche. So wurde Kirchhoff 1714 im dritten Wahlgang als Organist und Director Musices Nachfolger seines Lehrers Zachow. Zu seinen Aufgaben gehörte das Spielen der Orgel, der Instandsetzung, das Unterrichten von Schülern sowie die Leitung des Stadtchores.
In der Amtszeit Kirchhoffs wurde im Jahre 1716 die von Christoph Cuntzius erbaute neue Orgel der Marienkirche eingeweiht, Orgelprüfer waren neben Bach auch Johann Kuhnau aus Leipzig und Christian Friedrich Rolle aus Quedlinburg. Für die Einweihungsfeierlichkeiten komponierte Kirchhoff zwei Solokantaten, die jedoch nur textlich überliefert sind. Anlässlich des Todes von König Friedrich Wilhelm I. übernahm er die "Composition und Aufführung der Trauer-Music". In der Hallenser Zeit komponierte Kirchhoff jedoch auch noch eine weitaus größere Anzahl Kantaten. Das 1746 von seinem Schwiegersohn, dem Kantor J. G. Mittag, veröffentlichte Verzeichnis des musikalischen Nachlasses dürften allerdings nicht alle diese Werke enthalten. Die vorhandenen Orgelchoräle und Instrumentalstücke sind jedoch neu gedruckt und bearbeitet worden.
In seinen Werken zeigt sich in der Choralbearbeitung für die Orgel eine ungewöhnliche Gewandtheit und soviel Geschmack und Geist, dass Kirchhoff zu den bedeutendsten Orgelkomponisten aus der ersten Hälfte des 18. Jahrhunderts gezählt werden muss.

## Werke (Auswahl)
- Op. 1: L'A.B.C. Musical: Contenant des Preludes et des Fugues de tous les Tons pour l'Orgue, ou le Clavecin, fort utile aux disciples pour aprendre à accompagner de la Basse continue et à faire des Preludes et des Fugues. (Amsterdam, ca. 1734).
- Gott fähret auf gen Himmel. Kantate zum Himmelfahrtfest für Sopran, Bass und Instrumente.
- Wie ist doch unsre Zeit so kurtz. Kantate zum Neujahrstag für Sopran, Alt, Bass, 2 Violinen und Continuo.
- 12 Sonaten für Violine und Basso continuo, alle 5-sätzige Sonata da camera.
- Orgelwerke:
  - Ciaconna sopra: Ach Herr mich armen Sünder
  - Freu dich sehr o meine Seele
  - Ciaconna sopra: Herzlich lieb hab' ich dich o Herr
  - Meinen Jesum lass' ich nicht
  - Was Gott will, das g'scheh' allzeit
  - Wer nur den lieben Gott lässt walten
  - Wir glauben all' an einen Gott
  - 2 Bearbeitungen: Vater unser im Himmelreich
  - Wenn wir in höchsten Nöthen sein

## Ausgaben
- Prelude and fugue for organ from the manuscript Mus. ms. 11605: first edition. Edited and with a preface and commentaries by Maxim Serebrennikov, St Petersburg, Polytechnical University Publishing House (2009). 16 p.
- Prelude and fugue for organ from the Mylau manuscript (MS H 3a). Edited and with a preface and commentaries by Maxim Serebrennikov, St Petersburg, EARLYMUSIC Publishing House (2010). 20 p.
- Sämtliche Werke für Clavier. Erstausgabe. Hrsg. von Maxim Serebrennikov, Beeskow, ortus musikverlag, 2010. XIV; 38 S.
- Kirchhoff, 12 Sonaten für Violine und Basso continuo. Hrsg. von Walter Serauky: Schott, Erstdruck 1960